# Krynki (stacja kolejowa)
Krynki (biał. Крынкі; ros. Крынки) – stacja kolejowa w miejscowości Krynki, w rejonie łozieńskim, w obwodzie witebskim, na Białorusi. Położona jest na linii Smoleńsk - Witebsk.